# Barton (Familienname)
Barton bzw. Bartoň ist ein Familienname aus dem anglo-amerikanischen Sprachraum.

## Namensträger

### A
- Alan Barton (1953–1995), britischer Sänger
- Alberto Barton (1870–1950), peruanischer Arzt und Mikrobiologe
- Anne Barton (1933–2013), US-amerikanische Anglistin
- Antonín Bartoň (1908–1982), tschechoslowakischer Nordischer Skisportler
- Arthur Barton (1899–1976), englischer Fußballschiedsrichter

### B
- Benjamin Smith Barton (1766–1815), US-amerikanischer Botaniker
- Bernard Barton (1784–1849), englischer Dichter
- Betty Barton (* um 1925), australische Badmintonspielerin
- Beverly Barton (1946–2011), US-amerikanische Schriftstellerin
- Billy Barton (Orchesterleiter) (* ca. 1890; † nach 1933), US-amerikanischer Musiker; verbrachte mehrere Jahre in Deutschland und England
- Billy Barton (Countrymusiker) (1929–2011), US-amerikanischer Musiker
- Bob Barton (* 1947), britischer Jazzmusiker
- Bob Barton (Baseballspieler) (* 1941), US-amerikanischer Baseballspieler
- Brian Barton (* 1982), US-amerikanischer Baseballspieler
- Bruce Barton (* 1957), US-amerikanischer Kanute
- Bruce Fairchild Barton (1886–1967), US-amerikanischer Politiker
- Buzz Barton (Schauspieler) (William Andrew Lamoreaux; 1913–1980), US-amerikanischer Schauspieler
- Buzz Barton (Rennfahrer) (Emmett Maurice Barton; 1916–2002), US-amerikanischer Automobilrennfahrer

### C
- Carrie Barton (* 1976), US-amerikanische Synchronschwimmerin
- Catherine Barton (1679–1739), britische Halbnichte und Nachlassverwalterin von Isaac Newton
- Charles Barton (Regisseur) (1902–1981), amerikanischer Filmregisseur
- Charles Barton (Basketballtrainer) (* 1947), schwedisch-amerikanischer Basketballtrainer
- Charles Barton (Basketballspieler) (* 1992), schwedischer Basketballspieler
- Chris Barton (Eishockeyspieler) (* 1987), kanadischer Eishockeyspieler
- Chris Barton (Radsportler) (* 1988), US-amerikanischer Radrennfahrer
- Christopher Barton (1927–2013), britischer Ruderer
- Clara Barton (1821–1912), US-amerikanische Philanthropin
- Clive Barton (* 1971), australischer Sportschütze
- Cody Barton (* 1996), US-amerikanischer American-Football-Spieler
- Cyril Bartoň-Dobenín (1863–1953), tschechischer Textilunternehmer

### D
- David Barton (1783–1837), US-amerikanischer Politiker
- David Barton (Autor) (* 1954), US-amerikanischer Prediger, Autor und politischer Aktivist
- David K. Barton (1927–2023), US-amerikanischer Radaringenieur
- Dean Barton-Smith (* 1967), australischer Zehnkämpfer
- Dee Barton (1937–2001), US-amerikanischer Jazzmusiker, Filmkomponist und Arrangeur
- Del Kathryn Barton (* 1972), australische Malerin und Filmregisseurin
- Derek H. R. Barton (1918–1998), englischer Chemiker
- Derick Barton (1900–1993), britischer Moderner Fünfkämpfer
- Derrick Barton (* 1923), britischer Tennisspieler
- Dick Barton (1911–1990), südafrikanischer Boxer
- Don Barton († 2013), US-amerikanischer Filmregisseur und -produzent
- Dorie Barton, US-amerikanische Schauspielerin
- Dunbar Barton (1853–1937), britisch-irischer Jurist und Politiker, Unterhausabgeordneter

### E
- Edmund Barton (1849–1920), australischer Politiker
- Edwin Henry Barton (1858–1925), britischer Physiker
- Eileen Barton (1924–2006), US-amerikanische Filmschauspielerin und Sängerin
- Elizabeth Barton (Maid of Kent, um 1506–1534), englische Predigerin
- Emma Barton (Fotografin) (1872–1938), englische Fotografin
- Emma Louise Barton (* 1977), englische Schauspielerin
- Ernie Barton (* 1930), US-amerikanischer Musiker, Produzent und Songschreiber

### F
- Felicia Barton (* 1982), amerikanische Songschreiberin und Sängerin
- Franz von Barton gen. von Stedman (1848–1938), preußischer Landrat

### G
- Geo Barton (1912–1982), rumänischer Schauspieler
- Geoffrey Barton (* 1987), costa-ricanischer Tennisspieler
- George Barton (Sportschütze) (* 1977), australischer Sportschütze
- George A. Barton (1859–1942), kanadischer Geistlicher und Orientaloge
- Gottfried Barton (1885–1977), österreichischer Offizier, zuletzt Generalmajor der Wehrmacht
- Gregory Barton (* 1959), US-amerikanischer Kanute
- Günter Barton (* 1955), deutscher Schauspieler

### H
- Harold Barton (1910–1969), englischer Fußballspieler
- Hazel Barton (* 1972), britische Mikrobiologin, Höhlenforscherin und Hochschullehrerin
- Hiram Barton (1810–1880), US-amerikanischer Politiker
- Hynek Bartoň (* 2004), tschechischer Tennisspieler

### I
- Iván Barton (* 1991), salvadorianischer Fußballschiedsrichter

### J
- Jack Barton (Fußballspieler, 1866) (John Barton; 1866–1910), englischer Fußballspieler
- Jack Barton (Fußballspieler, 1869) (1869–1953), englischer Fußballspieler
- Jack Barton (Rugbyspieler), englischer Rugby-League-Spieler
- Jack Barton (Fußballspieler, 1895) (1895–1965), englischer Fußballspieler
- Jack Barton (Schauspieler) (* 1995), britischer Schauspieler
- Jacqueline K. Barton (* 1952), US-amerikanische Chemikerin
- Jamie Barton (* 1981), US-amerikanische Opernsängerin
- James Barton (Dartspieler) (1981–2019), englischer Dartspieler
- Jan Bartoň (* 1990), tschechischer Skilangläufer
- Jim Barton (* 1956), US-amerikanischer Segler
- Joan Barton (Schauspielerin) (1925–1976), US-amerikanische Schauspielerin
- Joe Barton (* 1949), US-amerikanischer Politiker
- Joey Barton (* 1982), englischer Fußballspieler
- John Barton (Ökonom) (1789–1852), englischer Ökonom
- John Barton (Regisseur) (1928–2018), englischer Dramatiker und Regisseur
- John Barton (Fußballspieler, 1942) (1942–2014), englischer Fußballspieler
- John Barton (Theologe) (* 1948), englischer Theologe und Hochschullehrer
- John Barton (Fußballspieler, 1953) (* 1953), englischer Fußballspieler
- John Barton (Dichter) (* 1957), kanadischer Dichter und Redakteur
- Josef Bartoň-Dobenín (Textilunternehmer, 1838) (1838–1920), Textilunternehmer in Österreich-Ungarn und in der Tschechoslowakei
- Josef Bartoň-Dobenín (Textilunternehmer, 1862) (1862–1951), Textilunternehmer in Österreich-Ungarn und in der Tschechoslowakei

### K
- Karl Barton (Radsportler) (* 1937), britischer Radrennfahrer
- Karl von Barton gen. von Stedman (1845–1901), preußischer Generalmajor
- Kayleigh Barton (* 1988), walisische Fußballspielerin
- Ken Barton (Fußballspieler) (1937–1982), walisischer Fußballspieler
- Ken Barton (Tennisspieler) (* 1958), australischer Tennisspieler

### L
- Ladislav Bartoň-Dobenín (1858–1939), Textilunternehmer
- Lou Ann Barton (* 1954), US-amerikanische Bluessängerin
- Luboš Bartoň (* 1980), tschechischer Basketballspieler

### M
- Malachi Barton (* 2007), US-amerikanischer Schauspieler
- Marmaduke Barton (1865–1938), britischer Pianist, Musikpädagoge und Komponist
- Matthew Barton (* 1991), australischer Tennisspieler
- Maureen Barton (* 1947), britische Weitspringerin, siehe Maureen Chitty
- Mischa Barton (* 1986), britische Schauspielerin

### N
- Nathaniel Barton (1764–1828), britischer Politiker
- Nicholas Barton (* 1955), britischer Evolutionsbiologe und Genetiker
- Nikolaus Barton (* 1984), österreichischer Schauspieler

### O
- Otis Barton (1899–1992), US-amerikanischer Tiefseetaucher und Erfinder

### P
- Peter Barton (Schauspieler) (* 1956), US-amerikanischer Schaus
- Peter Barton (Cricketspieler) (* 1941), neuseeländischer Cricketspieler
- Peter Barton (Historiker) (* 1955), britischer Militärhistoriker
- Peter Barton (Rugbyspieler), Rugbyspieler
- Peter Barton, Vorsitzender von Liberty Media

### R
- Rachel Barton Pine (* 1974), US-amerikanische Geigerin
- Richard W. Barton (1800–1859), US-amerikanischer Politiker
- Robert Barton (General) (1770–1853), britischer General
- Robert Childers Barton (1881–1975), irischer Rechtsanwalt, Politiker und Gutsbesitzer
- Robert E. Barton (* 1948), US-amerikanischer Politiker
- Robert S. Barton (1925–2009), US-amerikanischer Informatiker
- Robert T. Barton (1842–1917), US-amerikanischer Politiker und Autor
- Robert von Barton gen. von Stedman (1896–1968), deutscher Jurist, Offizier, Regierungsrat und Landrat
- Rodney Barton (* 1963), US-amerikanischer Badmintonspieler
- Roger Barton (Politiker) (* 1945), britischer Politiker
- Roger Barton (Filmeditor) (* 1965), amerikanischer Filmeditor
- Rosalyn Barton (* 1938), australische Wasserspringerin
- Rüdiger Barton (* 1954), deutscher Keyboarder und Komponist

### S
- Samuel Barton (Offizier) (1749–1810), US-amerikanischer Siedler und Offizier
- Samuel Barton (Politiker) (1785–1858), US-amerikanischer Politiker (New York)
- Sean Barton (* 1944), britischer Filmeditor
- Seth Barton (Politiker) (1795–1850), US-amerikanischer Jurist, Politiker und Diplomat
- Seth Maxwell Barton (1829–1900), US-amerikanischer General
- Silas Reynolds Barton (1872–1916), US-amerikanischer Politiker
- Slavomír Bartoň (1926–2004), tschechoslowakischer Eishockeyspieler
- Stephan Barton (* 1953), dt. Prof. für Strafrecht und Strafprozessrecht
- Stephen Barton (* 1982), britischer Komponist
- Steve Barton (1954–2001), US-amerikanischer Sänger

### T
- Thomas J. Barton (* 1940), US-amerikanischer Chemiker
- Tony Barton (Fußballspieler) (Anthony Edward Barton; 1937–1993), englischer Fußballspieler und -trainer
- Tony Barton (Leichtathlet) (Orrin Anthony Barton; * 1969), US-amerikanischer Leichtathlet

### W
- Walter Barton (1924–2018), deutscher Bibliothekar
- Walter Elbert Barton (1886–1983), US-amerikanischer Anwalt
- Warren Barton (* 1969), englischer Fußballspieler
- Will Barton (* 1991), US-amerikanischer Basketballspieler
- Willene Barton (1928–2005), US-amerikanische Saxophonistin
- William Barton (Heraldiker) (1754–1817), US-amerikanischer Heraldiker
- William Barton (Schriftsteller) (* 1950), US-amerikanischer Schriftsteller
- William Edward Barton (1868–1955), US-amerikanischer Politiker
- William Hickson Barton (1917–2013), kanadischer Diplomat
- William Paul Crillon Barton (1786–1856), US-amerikanischer Chirurg und Botaniker
- Wolfgang Barton (1932–2012), deutscher Maler